# Lotte (Musikerin)/Diskografie
Diese Diskografie ist eine Übersicht über die musikalischen Werke der deutschen Singer-Songwriterin Lotte. Ihre erfolgreichsten Veröffentlichungen sind die Singles Auf das, was da noch kommt und Best of Us mit jeweils über 200.000 verkauften Einheiten.

## Alben

### Studioalben
| Jahr | Titel Musiklabel                                                         | Höchstplatzierung, Gesamtwochen, AuszeichnungChartplatzierungen (Jahr, Titel, Musiklabel, Platzierungen, Wochen, Auszeichnungen, Anmerkungen) | Höchstplatzierung, Gesamtwochen, AuszeichnungChartplatzierungen (Jahr, Titel, Musiklabel, Platzierungen, Wochen, Auszeichnungen, Anmerkungen) | Höchstplatzierung, Gesamtwochen, AuszeichnungChartplatzierungen (Jahr, Titel, Musiklabel, Platzierungen, Wochen, Auszeichnungen, Anmerkungen) | Anmerkungen                              |
| Jahr | Titel Musiklabel                                                         | DE | AT | CH | Anmerkungen                              |
| ---- | ------------------------------------------------------------------------ | --- | --- | --- | ---------------------------------------- |
| 2017 | Querfeldein Columbia Records (Sony)                                      | DE30 (1 Wo.)DE | — | — | Erstveröffentlichung: 15. September 2017 |
| 2019 | Glück Columbia Records (Sony)                                            | DE19 (3 Wo.)DE | — | — | Erstveröffentlichung: 11. Oktober 2019   |
| 2022 | Woran hältst Du dich fest, wenn alles zerbricht? Columbia Records (Sony) | DE12 (3 Wo.)DE | — | CH56 (1 Wo.)CH | Erstveröffentlichung: 27. Mai 2022       |

### EPs
| Jahr | Titel Musiklabel           | Anmerkungen                           |
| ---- | -------------------------- | ------------------------------------- |
| 2016 | Lotte Big Me Entertainment | Erstveröffentlichung: 12. August 2016 |

## Singles

### Als Leadmusikerin
| Jahr | Titel Album                                                                                   | Höchstplatzierung, Gesamtwochen, AuszeichnungChartplatzierungen (Jahr, Titel, Album, Platzierungen, Wochen, Auszeichnungen, Anmerkungen) | Höchstplatzierung, Gesamtwochen, AuszeichnungChartplatzierungen (Jahr, Titel, Album, Platzierungen, Wochen, Auszeichnungen, Anmerkungen) | Höchstplatzierung, Gesamtwochen, AuszeichnungChartplatzierungen (Jahr, Titel, Album, Platzierungen, Wochen, Auszeichnungen, Anmerkungen) | Anmerkungen                                                                  |
| Jahr | Titel Album                                                                                   | DE | AT | CH | Anmerkungen                                                                  |
| ---- | --------------------------------------------------------------------------------------------- | --- | --- | --- | ---------------------------------------------------------------------------- |
| 2017 | Auf beiden Beinen Querfeldein                                                                 | — | — | — | Erstveröffentlichung: 31. März 2017                                          |
| 2017 | Fluchtreflex Querfeldein                                                                      | — | — | — | Erstveröffentlichung: 9. Mai 2017                                            |
| 2017 | Pauken Querfeldein                                                                            | — | — | — | Erstveröffentlichung: 14. Juli 2017                                          |
| 2017 | Wer wir geworden sind Querfeldein                                                             | — | — | — | Erstveröffentlichung: 1. September 2017                                      |
| 2018 | Farben –                                                                                      | — | — | — | Erstveröffentlichung: 16. Februar 2018                                       |
| 2019 | Schau mich nicht so an Glück                                                                  | — | — | — | Erstveröffentlichung: 10. Mai 2019                                           |
| 2019 | Auf das, was da noch kommt Glück                                                              | DE40 Gold · (14 Wo.)DE | — | — | Erstveröffentlichung: 23. August 2019 Verkäufe: + 200.000; mit Max Giesinger |
| 2019 | Zu jung Glück                                                                                 | — | — | — | Erstveröffentlichung: 4. Oktober 2019                                        |
| 2020 | Alles zieht vorbei Glück                                                                      | — | — | — | Erstveröffentlichung: 17. April 2020 (Salt & Waves Remix)                    |
| 2020 | Mehr davon –                                                                                  | DE— aDE | — | — | Erstveröffentlichung: 19. Juni 2020                                          |
| 2021 | Bleib nochn Tag (Ladadi) –                                                                    | — | — | — | Erstveröffentlichung: 21. Mai 2021                                           |
| 2022 | So wie ich Woran hältst Du dich fest, wenn alles zerbricht?                                   | — | — | — | Erstveröffentlichung: 28. Januar 2022                                        |
| 2022 | Angst (Irgendwann wird es besser) Woran hältst Du dich fest, wenn alles zerbricht?            | — | — | — | Erstveröffentlichung: 11. März 2022 feat. Dxve                               |
| 2022 | Lass die Musik an Woran hältst Du dich fest, wenn alles zerbricht?                            | — | — | — | Erstveröffentlichung: 22. April 2022                                         |
| 2022 | Fuck Baby I’m in Love / Dunkelrot zu schwarz Woran hältst Du dich fest, wenn alles zerbricht? | — | — | — | Erstveröffentlichung: 13. Mai 2022                                           |
| 2022 | Viel zu viel (nicht genug) (Akustik Version) Woran hältst Du dich fest, wenn alles zerbricht? | — | — | — | Erstveröffentlichung: 14. November 2022                                      |
| 2023 | Josefin –                                                                                     | — | — | — | Erstveröffentlichung: 15. Dezember 2023                                      |

### Als Gastmusikerin
| Jahr | Titel Album                                     | Höchstplatzierung, Gesamtwochen, AuszeichnungChartplatzierungen (Jahr, Titel, Album, Platzierungen, Wochen, Auszeichnungen, Anmerkungen) | Höchstplatzierung, Gesamtwochen, AuszeichnungChartplatzierungen (Jahr, Titel, Album, Platzierungen, Wochen, Auszeichnungen, Anmerkungen) | Höchstplatzierung, Gesamtwochen, AuszeichnungChartplatzierungen (Jahr, Titel, Album, Platzierungen, Wochen, Auszeichnungen, Anmerkungen) | Anmerkungen                                                                |
| Jahr | Titel Album                                     | DE | AT | CH | Anmerkungen                                                                |
| ---- | ----------------------------------------------- | --- | --- | --- | -------------------------------------------------------------------------- |
| 2020 | Best of Us –                                    | DE78 Gold · (8 Wo.)DE | — | — | Erstveröffentlichung: 25. Juni 2020 Verkäufe: + 200.000; als Teil von Wier |
| 2020 | Home Again Willkommen Goodbye                   | — | — | — | Erstveröffentlichung: 27. November 2020 Joris feat. Lotte                  |
| 2021 | Mauern Playlist                                 | — | — | — | Erstveröffentlichung: 24. September 2021 Sebastian Fitzek feat. Lotte      |
| 2021 | Ihr kriegt uns nie mehr klein Boom Schakkalakka | — | — | — | Erstveröffentlichung: 19. November 2021 Dikka feat. Various Artists        |
| 2023 | Wie du’s Liebe nennst Weit weg Tape             | — | — | — | Erstveröffentlichung: 6. Juli 2023 Ivo Martin feat. Lotte                  |

## Musikvideos
| Jahr | Titel                                                 | Regisseur(e)              |
| ---- | ----------------------------------------------------- | ------------------------- |
| 2017 | Auf beiden Beinen                                     | Justin Izumi              |
| 2017 | Fluchtreflex                                          | Nico Koenen, Patrick Wulf |
| 2017 | Pauken                                                | Nico Koenen, Patrick Wulf |
| 2017 | Auf dich                                              | Bildreich Hamburg         |
| 2018 | Farben                                                | Nico Koenen, Patrick Wulf |
| 2019 | Schau mich nicht so an                                | Johannes Weber            |
| 2019 | Auf das, was da noch kommt                            | Nico Koenen, Patrick Wulf |
| 2020 | Das Tollste im All                                    | Ilka Wensing              |
| 2020 | Mehr davon                                            | Johannes Weber            |
| 2020 | Best of Us                                            |                           |
| 2020 | Home Again                                            | Paul Hüttemann            |
| 2021 | Bleib nochn Tag (Ladadi)                              | Bildreich Hamburg         |
| 2021 | Mauern                                                |                           |
| 2021 | Ihr kriegt uns nie mehr klein                         | Alexander Gellner         |
| 2022 | So wie ich                                            | Alejandra Ruiz-Zorrilla   |
| 2022 | Angst (Irgendwann wird es besser)                     | Anna van der Velde        |
| 2022 | Lass die Musik an                                     | Anna van der Velde        |
| 2022 | Woran hältst du dich fest, wenn alles zerbricht? Pt.1 | Saymyname                 |
| 2023 | Wie du’s Liebe nennst                                 |                           |
| 2023 | Josefin                                               | Lucas Anderson            |

## Sonderveröffentlichungen

### Alben
| Jahr | Titel Musiklabel                                                | Anmerkungen                                                                     |
| ---- | --------------------------------------------------------------- | ------------------------------------------------------------------------------- |
| 2017 | Up Next Session: Lotte Columbia Records (Sony)                  | Erstveröffentlichung: 15. September 2017 Live-EP; Vertrieb nur über iTunes      |
| 2020 | Countryside Session Columbia Records (Sony)                     | Erstveröffentlichung: 28. August 2020 Amazon Original; Vertrieb nur über Amazon |
| 2022 | Lotte bei Sing meinen Song, Vol. 9 Music for Millions (Tonpool) | Erstveröffentlichung: 13. Mai 2022 Mini-TV-Kompilation                          |
| 2023 | Four Elements Session Columbia Records (Sony)                   | Erstveröffentlichung: 3. März 2023 Amazon Original; Vertrieb nur über Amazon    |

### Lieder
| Jahr | Titel Album                                     | Anmerkungen                                                         |
| ---- | ----------------------------------------------- | ------------------------------------------------------------------- |
| 2021 | Home Again Willkommen Goodbye                   | Erstveröffentlichung: 23. April 2021 Joris feat. Lotte              |
| 2021 | Mauern Playlist                                 | Erstveröffentlichung: 21. Oktober 2021 Sebastian Fitzek feat. Lotte |
| 2022 | Ihr kriegt uns nie mehr klein Boom Schakkalakka | Erstveröffentlichung: 26. August 2022 Dikka feat. Various Artists   |
| 2023 | Wie du’s Liebe nennst Weit weg Tape             | Erstveröffentlichung: 7. Juli 2023 Ivo Martin feat. Lotte           |

| Jahr | Titel Album                                                             | Anmerkungen                                                              |
| ---- | ----------------------------------------------------------------------- | ------------------------------------------------------------------------ |
| 2020 | Das tollste im All Dein Song 2020                                       | Erstveröffentlichung: 20. März 2020 mit Leo Kilper                       |
| 2020 | Im Frühtau zu Berge Giraffenaffen 6                                     | Erstveröffentlichung: 3. Juli 2020 Original: Vi gå över daggstänkta berg |
| 2022 | Alles okay Sing meinen Song – Das Tauschkonzert, Vol. 9                 | Erstveröffentlichung: 13. Mai 2022 Original: Johannes Oerding            |
| 2022 | Cry a Little Less Sing meinen Song – Das Tauschkonzert, Vol. 9          | Erstveröffentlichung: 13. Mai 2022 Original: Kelvin Jones                |
| 2022 | Dunkelrot zu schwarz Sing meinen Song – Das Tauschkonzert, Vol. 9       | Erstveröffentlichung: 13. Mai 2022 mit Johannes Oerding                  |
| 2022 | Fuck Baby I’m in Love Sing meinen Song – Das Tauschkonzert, Vol. 9      | Erstveröffentlichung: 13. Mai 2022 mit SDP                               |
| 2022 | Gewinner Sing meinen Song – Das Tauschkonzert, Vol. 9                   | Erstveröffentlichung: 13. Mai 2022 Original: Clueso                      |
| 2022 | Ich will nur dass du weißt Sing meinen Song – Das Tauschkonzert, Vol. 9 | Erstveröffentlichung: 13. Mai 2022 Original: SDP                         |
| 2022 | Noise Sing meinen Song – Das Tauschkonzert, Vol. 9                      | Erstveröffentlichung: 13. Mai 2022 Original: Nightwish                   |
| 2022 | Nur mir Sing meinen Song – Das Tauschkonzert, Vol. 9                    | Erstveröffentlichung: 13. Mai 2022 Original: Elif                        |

## Promoveröffentlichungen
| Jahr | Titel Album                                                                       | Anmerkungen                                           |
| ---- | --------------------------------------------------------------------------------- | ----------------------------------------------------- |
| 2022 | Gewinner Sing meinen Song – Das Tauschkonzert, Vol. 9 (Sampler)                   | Erstveröffentlichung: 26. April 2022 Original: Clueso |
| 2022 | Ich will nur dass du weißt Sing meinen Song – Das Tauschkonzert, Vol. 9 (Sampler) | Erstveröffentlichung: 4. Mai 2022 Original: SDP       |
| 2022 | Nur mir Sing meinen Song – Das Tauschkonzert, Vol. 9 (Sampler)                    | Erstveröffentlichung: 10. Mai 2022 Original: Elif     |

## Statistik

### Chartauswertung
|                     | DE    | AT    | CH    |
| ------------------- | ----- | ----- | ----- |
| Nummer-eins-Alben   | DE—DE | AT—AT | CH—CH |
| Top-10-Alben        | DE—DE | AT—AT | CH—CH |
| Alben in den Charts | DE3DE | AT—AT | CH1CH |

|                       | DE    | AT    | CH    |
| --------------------- | ----- | ----- | ----- |
| Nummer-eins-Singles   | DE—DE | AT—AT | CH—CH |
| Top-10-Singles        | DE—DE | AT—AT | CH—CH |
| Singles in den Charts | DE2DE | AT—AT | CH—CH |

### Auszeichnungen für Musikverkäufe
Anmerkung: Auszeichnungen in Ländern aus den Charttabellen bzw. Chartboxen sind in ebendiesen zu finden.
| Land/RegionAuszeichnungen für Musikverkäufe (Land/Region, Auszeichnungen, Verkäufe, Quellen) | Gold     | Platin | Verkäufe | Quellen           |
| -------------------------------------------------------------------------------------------- | -------- | ------ | -------- | ----------------- |
| Deutschland (BVMI)                                                                           | 2× Gold2 | —      | 400.000  | musikindustrie.de |
| Insgesamt                                                                                    | 2× Gold2 | —      |          |                   |